# Ken Bowman
Kenneth Brian „Ken“ Bowman (* 15. Dezember 1942 in Milan, Illinois; † 27. Dezember 2023) war ein US-amerikanischer American-Football-Spieler. Er spielte Center bei den Green Bay Packers in der National Football League (NFL).

## College
Bowman wuchs in Chicago auf und war vier Jahre Student an der University of Wisconsin in Madison und spielte dort bereits als Center bei den Wisconsin Badgers. 1962 konnte er mit seiner Mannschaft in den Rose Bowl einziehen. Das Spiel ging mit 37:42 gegen die University of Southern California verloren. Im darauf folgenden Jahr konnten die Badgers lediglich fünf ihrer neun Spiele gewinnen und konnten sich daher nicht für ein Bowlspiel qualifizieren. Bowman machte trotzdem die Scouts der NFL und der AFL auf sich aufmerksam.

## Profizeit
In der NFL Draft 1964 wurde Bowman von den Packers in der achten Runde an 111. Stelle gezogen. Gleichzeitig zeigten die New York Jets an Bowman Interesse und zogen ihn in der 10. Runde an 75. Stelle im AFL Draft. NFL und AFL waren damals noch nicht miteinander vereint und konkurrierten um die besten Spieler miteinander. Bowman entschloss sich, einen Vertrag in Green Bay zu unterschreiben. Die Packers waren eines der besten Footballteams der damaligen Zeit und wurden von Vince Lombardi trainiert. Bowman spielte in Green Bay als Center von Quarterback Bart Starr. Zusammen mit seiner Mannschaft konnte er 1965 das NFL Championship Game gegen die Cleveland Browns mit 23:12 gewinnen. Den Meistertitel holten die Packers gegen die Dallas Cowboys auch in den beiden nächsten Jahren, 1966 gewannen sie mit 34:27 und 1967 im sogenannten Ice Bowl mit 21:17. Durch die beiden Siege zogen sie jeweils in das AFL-NFL Championship Game, der später in Super Bowl umbenannt wurde, ein. Sowohl der Super Bowl I als auch der Super Bowl II konnten jeweils gewonnen werden – mit 35:10 gegen die Kansas City Chiefs und mit 33:14 gegen die Oakland Raiders.
Bowmans Einsatz im Ice Bowl wurde zu einem Höhepunkt in seiner Laufbahn. 16 Sekunden vor Schluss lagen die Packers gegen die Cowboys mit 14:17 zurück. Nach dem Anspiel durch Bowman gelang es diesem zusammen mit Jerry Kramer, Bart Starr den Weg in die gegnerische Endzone freizublocken. Durch den Touchdown von Starr konnte das Spiel dann noch mit 21:14 gewonnen werden.
1973 beendete Bowman nach 123 Spielen in der regular Season nach zehn Saisons seine Laufbahn.

## Ehrungen
Bowman ist Mitglied in der Hall of Fame der Green Bay Packers.

## Nach der Karriere
Nach seiner Spielerlaufbahn arbeitete er als Rechtsanwalt in seiner eigenen Kanzlei in Green Bay und zog später nach Arizona.
Er starb am 27. Dezember 2023 im Alter von 81 Jahren.

## Quelle
- Jens Plassmann: NFL – American Football. Das Spiel, die Stars, die Stories (= Rororo 9445 rororo Sport). Rowohlt, Reinbek bei Hamburg 1995, ISBN 3-499-19445-7.